# Tapirus kabomani
Tapirus kabomani is een tapirsoort uit Zuid-Amerika die in 2013 werd beschreven.
Tapirus kabomani leeft in de boomsavannes van de Braziliaanse staten Amazonas, Rondônia en Mato Grosso, waar ook de laaglandtapir voorkomt. Tapirus kabomani is de kleinste van de vijf hedendaagse tapirsoorten met een lengte van 130 cm, een schouderhoogte van 90 cm en een gewicht van 110 kg. Aanwijzingen voor het bestaan van Tapirus kabomani zijn al honderd jaar oud en dateren van de wetenschappelijke expeditie van Theodore Roosevelt in 1914. Zowel lokale jagers als leden van de expeditie gingen uit van twee tapirsoorten. Desondanks werden alle specimen van deze expeditie door wetenschappers als laaglandtapir beschouwd.
Vermoedelijk is Tapirus kabomani dezelfde soort als de niet officieel erkende Tapirus "pygmaeus" die de Nederlandse bioloog Marc van Roosmalen waarnam in de bossen van het Rio Aripaunã-bekken, aangezien het uiterlijk en verspreidingsgebied min of meer overeenkomen.
Latere studies hebben de validiteit van de Kabomani-tapir op zowel morfologische als genetische gronden in twijfel getrokken.